# Text nonliterar
Textul nonliterar este rezultatul observării realității și al transformării acesteia în informații, având scop informativ.
Are următoarele trăsături:
- are un caracter nonficțional - este bazat pe aspecte adevărate, controlabile ale realității cotidiene;
- are drept scop informarea cititorului, dar și transmiterea unor convingeri, încercarea de a-l determina pe acesta să facă/să creadă un anumit lucru;
- în general, este lipsit de expresivitate pentru a fi înțeles de publicul larg, dar unele specii, cum ar fi reclamele, mizează pe jocuri de cuvinte, figuri de stil, cuvinte polisemantice etc.;
- este folosit aspectul corect, îngrijit al limbii;
- obiectivitate, claritate, accesibilitate relativă, în funcție de domeniu;
- sunt prezente uneori clișee de limbaj (formule folosite în diverse acte oficiale, scrisori etc.)
- în textele științifice sunt prezenți termeni specifici unui anumit domeniu de cercetare;
- se referă la persoane reale, din punct de vedere individual, comunitar, etnic, național etc.;
- prezintă o mare varietate de forme: texte de lege, rețete, prospecte de medicamente, instrucțiuni de montare/utilizare a aparatelor, ghiduri turistice, reclame, articole de ziare sau revistă, știri, interviuri, anunțuri de mică publicitate, lucrări științifice, enunturi ale problemelor de informatica
- accentuează și descrie caracteristici reale ale obiectului/ființei descrise (în cazul textului științific)